# Mfereji
Mfereji ist ein Verwaltungsbezirk (Ward) des Distrikts Monduli in der tansanischen Region Arusha.

## Geografie
Mfereji liegt im Norden von Tansania, etwa 40 Kilometer nordwestlich der Regionshauptstadt Arusha und nördlich des Monduli Mountain. Bei der Volkszählung 2022 lebten hier 8221 Menschen in 1997 Haushalten.

## Gliederung
Der Bezirk besteht aus vier Gemeinden (Mtaa) mit zwölf Orten (Kitongoji):
| Idonyonaado - Irkung - Idonyo - Naado | Mfereji - Emarti - Puslukunya - Imbopon'g | Emurua - Olndemwai - Noonderkes - Orbil | Komesha - Lengolong - Noomakarani - Orkeju |

## Wirtschaft und Infrastruktur
- Gesundheit: Im Bezirk gibt es eine staatliche Apotheke.[6]